# 悠久のカンパネラ
『悠久のカンパネラ』（ゆうきゅうのカンパネラ）は、ういんどみるOasisから2021年7月30日に発売されたアダルトゲーム。家庭用ゲーム機向けとしてNintendo Switch版が2022年9月29日に発売された。

## 作品概要
ういんどみるOasisの「祝福のカンパネラ」シリーズの完全新作。キャラクターデザインは、「祝福のカンパネラ」シリーズのキャラクターデザインを行ったこ〜ちゃが担当している。

## ストーリー
浮遊列島全域に語り継がれる、伝説の英雄クラン『オアシス』。彼らは、100年前に浮遊大陸アトラスティアを救った。
そして現代、英雄クラン『オアシス』の冒険に憧れていた、クレリア姫、チェスターとかつてのクランメンバーである双子の姉妹、アンジェリークとジュリエット、遺跡である使命のために目覚めたコレットによる、新生『オアシス』による、新たな冒険が動き出す。

## 登場人物

### クラン「オアシス」
チェスター・シルバー
身長：180cm
本作の主人公
クレリア
声：風音
身長：164cm　スリーサイズ：B88/W57/H88
本名は『クラウディス・デ・アトラスティア』。浮遊大陸国家アトラスティア王国第一王女で、『栄光の姫君』と謳われる少女。
アンジェリーク・ジルベール
声：藤咲ウサ
身長：157cm　スリーサイズ：B84/ W56/H85
『金銀の双子姫』として伝説に語られる『金麗』の名を冠する少女。双子姉妹の姉。とても包容力のある英雄で「オアシス」のママ的存在。
100年前のクラン「オアシス」のメンバーでもある。
ジュリエット・ジルベール
声：歩サラ
身長：156cm　スリーサイズ：B86/W56/H87
『金銀の双子姫』として伝説に語られる『聖銀』の名を冠する少女。双子姉妹の妹。自称『全てを知る者』。
100年前のクラン「オアシス」のメンバーでもある。
コレット
声：北見六花
身長：150cm　スリーサイズ：B80/W55/H83
巨大遺跡の中で眠っていた少女。自称『チェスターの妻』。

### その他
クロエ・シュヴァリエ
声：ニツ森双葉
身長：163cm/ スリーサイズ：B85/W56/H88
アトラスティアの隣国であるシュヴァリエ王家の王女。
カエデ・メープル
声：御子神猫
身長：170cm　スリーサイズ：B90/W58/H91
自称『謎の忍者』。
シャルル
声：遥そら
身長：164cm　スリーサイズ：B87/W58/H87
本名は『シャルロット・ヴィ・アトラスティア』。英雄クラン『オアシス』のリーダーで、 チェスターの元恋人。

## スタッフ
- イラスト - こ〜ちゃ
- SDイラスト - 茜屋
- シナリオ - サイトウケンジ、蜷岸準一
- BGM - OdiakeS、Angel Note
- デザイン - cao.（*PetitBrain）
- 主題歌
オープニングテーマ「奇跡へのブラーヴィ」
歌 - 榊原ゆい・櫻川めぐ / 作詞 - 榊原ゆい / 作曲 - 井ノ原智（Angel Note） / 編曲 - 井ノ原智（Angel Note）

## 関連作品
祝福のカンパネラシリーズ
- 2009年1月30日 - 祝福のカンパネラ -la campanella della benedizione-
- 2010年10月29日 - 祝祭のカンパネラ！ -la campanella di festività-
- 2021年6月25日 - 祝福のカンパネラ Plus Stories
- 2021年7月30日 - 悠久のカンパネラ